# Loungo Matlhaku
Loungo Matlhaku (sinh ngày 24 tháng 3 năm 1995) là một vận động viên chạy nước rút từ Botswana, người thi đấu chủ yếu trong 200 mét. Cô đã giành được huy chương đồng trong cuộc thi tiếp sức 4 × 400 mét tại Đại hội Thể thao Khối thịnh vượng chung 2018. Ngoài ra, cô đã giành được một số huy chương ở cấp khu vực.

## Giải đấu quốc tế
| Năm                   | Giải đấu                     | Địa điểm              | Thứ hạng              | Nội dung              | Chú thích             |
| Representing Botswana | Representing Botswana        | Representing Botswana | Representing Botswana | Representing Botswana | Representing Botswana |
| --------------------- | ---------------------------- | --------------------- | --------------------- | --------------------- | --------------------- |
| 2011                  | African Junior Championships | Gaborone, Botswana    | 2nd                   | 100 m                 | 12.01                 |
| 2011                  | African Junior Championships | Gaborone, Botswana    | 8th                   | 200 m                 | 25.98                 |
| 2011                  | African Junior Championships | Gaborone, Botswana    | 3rd                   | 4 × 100 m relay       | 48.46                 |
| 2011                  | World Youth Championships    | Lille, France         | 33rd (h)              | 100 m                 | 12.35                 |
| 2011                  | World Youth Championships    | Lille, France         | 19th (sf)             | 200 m                 | 24.71                 |
| 2011                  | Commonwealth Youth Games     | Douglas, Isle of Man  | 4th                   | 100 m                 | 12.03 (w)             |
| 2011                  | Commonwealth Youth Games     | Douglas, Isle of Man  | 5th                   | 200 m                 | 24.82 (w)             |
| 2013                  | African Junior Championships | Bambous, Mauritius    | 3rd                   | 200 m                 | 24.62                 |
| 2014                  | World Junior Championships   | Eugene, United States | 43rd (h)              | 100 m                 | 12.12                 |
| 2014                  | World Junior Championships   | Eugene, United States | 26th (h)              | 200 m                 | 24.39 (w)             |
| 2014                  | African Championships        | Marrakech, Morocco    | 15th (sf)             | 200 m                 | 24.70                 |
| 2014                  | African Championships        | Marrakech, Morocco    | 3rd                   | 4 × 400 m relay       | 3:40.28               |
| 2015                  | IAAF World Relays            | Nassau, Bahamas       | 5th (B)               | 4 × 400 m relay       | 3:35.76               |
| 2016                  | African Championships        | Durban, South Africa  | 8th                   | 100 m                 | 11.67                 |
| 2016                  | African Championships        | Durban, South Africa  | 7th                   | 200 m                 | 24.18                 |
| 2016                  | African Championships        | Durban, South Africa  | 5th                   | 4 × 100 m relay       | 46.10                 |
| 2018                  | Commonwealth Games           | Gold Coast, Australia | 20th (sf)             | 200 m                 | 23.98                 |
| 2018                  | Commonwealth Games           | Gold Coast, Australia | 3rd                   | 4 × 400 m relay       | 3:26.86               |
| 2018                  | African Championships        | Asaba, Nigeria        | 19th (h)              | 100 m                 | 12.08                 |
| 2018                  | African Championships        | Asaba, Nigeria        | 4th                   | 4 × 400 m relay       | 3:42.16               |

## Thành tích cá nhân tốt nhất
Ngoài trời
- 100 mét - 11,55 (-0,5 m/s, Johannesburg 2018)
- 200 mét - 23,25 (+0,1 m/s, Gaborone 2016)
- 400 mét - 55,88 (Brisbane 2018)